# Épernon
Épernon és una comuna francesa, situada al departament de l'Eure-et-Loir i a la regió del Centre - Vall del Loira.